# Experiment mental
Experimentul mental (în engleză thought experiment) este un exercițiu de imaginație, în cadrul căruia se construiesc scenarii ipotetice.
Înainte de a fi realizat fizic, orice experiment uman este întâi pur mental. În spațiul minții sale omul isi reprezintă structura și dinamica realității, tot acolo își definește un anume experiment, îi determină condițiile minimale de realizare și eventualele consecințe. Întâi mental construim conceptele care definesc componentele și interacțiunile unui anume experiment, realizăm proiectele aparaturii cu care vrem să experimentăm, izolăm fragmentul de cauzalitate cunoscută sau ipotetică, în interiorul căruia vrem să experimentăm și să analizăm rezultatele.

## Scopurile experimentelor mentale
Experimentele mentale sunt utilizate într-o gamă foarte largă de domenii de investigație teoretice, cum ar fi fizica, biologia, filosofia, etc.
În funcție de interese, experimentul mental poate să servească unor scopuri diferite. Printre care cele mai semnificative scopuri ale unui experiment mental trebuie menționate:
- respingerea unei teorii
- susținerea unei teorii
- justificarea unei distincții conceptuale

Adesea același experiment mental este utilizat în mai multe scopuri în același timp, sau este văzut (prin adăugarea unor presupuneri ulterioare) ca având implicații diferite.
De exemplu, în cazul experimentului mental (din filosofia minții) privind zombii, se concepe o lume identică fizic cu lumea noastră, cu excepția faptului că (în această lume) toți oamenii sunt zombi (nu au qualia), lipsindu-le astfel conștiința.
Acest experiment mental este folosit pentru a încerca să se susțină teza conform căreia conștiința este ceva distinct de fizicul organismului (încercând implicit să justifice și o distincție conceptuală). De asemenea, experimentul are o funcție critică, încercând să se respingă teza conform căreia conștiința ar fi reductibilă la ceva fizic. Este demn de remarcat faptul că funcția critică a experimentului este diferită (mai tare sau mai slabă), în funcție de supozițiile adiționale cu care am dori să îl însoțim.

### Experimentul mental utilizat în respingerea unei teorii
Un asemenea experiment mental se bazează pe crearea unui scenariu ipotetic, conform unei anumite teorii, urmat de încercarea de a deduce din acesta anumite consecințe absurde (sau problematice).
Printre cele mai faimoase exemple de un asemenea tip de experiement mental este cel propus de Galileo Galilei pentru a respinge concepția conform căreia (conform unor scrieri ale lui Aristotel) giganții ar exista. Galilei arată că odată cu creșterea înălțimii, volumul crește în raport cubic (de exemplu, dacă avem un cub cu latura de 1 m, prin dublarea laturii sale am obține un cub cu un volum de 8 ori mai mare decât cel inițial). Astfel, Galilei arată că orice gigant cu proporții umane s-ar prăbuși sub propria greutate (un gigant de 2 ori mai înalt decât un om obișnuit ar avea nevoie de picioare de cel puțin de 8 ori mai groase decât cele umane pentru a nu se prăbuși).

### Experimentul mental utilizat în susținerea unei teorii
Acest experiment mental are drept scop susținerea plauzibilității unei teorii. Într-un asemenea experiment se pornește de la o situație posibilă (sau chiar reală) și, aplicându-se teoria vizată (sau unele consecințe ale acesteia), se arată care ar fi consecințele.
Adesea acest tip de experiment este folosit într-o etapă timpurie a cercetării veridicității unei anume teorii, fiind de obicei urmat de un experiment real. Majoritatea experimentelor de acest tip sunt utilizate în studiul științelor naturii.

### Experimentul mental utilizat înjustificareaunei distincții conceptuale
Aceste experimente mentale sunt folosite pentru a justifica extinderea vocabularului conceptual al unui domeniu teoretic oarecare. Justificarea este impusă prin intermediul propunerii unei situații posibile în care distincția conceptuală (ce se dorește a fi introdusă) se dovedește utilă.
Prin operarea unei asemenea distincții conceptuale, se întâmplă adesea să problematizăm o implicație care înainte era considerată drept ceva cert.
Cele mai multe experimente mentale de acest tip aparțin filosofiei. Un exemplu foarte cunoscut de experiment mental din etică este cel al violonistului, care ne arată că trebuie să facem o distincție între “dreptul la viață” și “dreptul la ceea ce este necesar pentru a susține viața”, cât și faptul că deținerea primului drept nu implică în mod necesar deținerea celui de-al doilea.

## Relevanța experimentelor mentale

### Experimentele mentale în științele naturii
În general se acceptă faptul că experimentul mental folosit în științele naturii (ex: fizică, biologie, chimie, etc.) este cel mai puțin controversat tip de experiment mental. 
Pentru majoritatea oamenilor de știință, dacă este valid, experimentul mental joacă rolul unui experiment fizic mai puțin costisitor (cu privire la resurse, precum timpul utilizat pentru realizarea sa).
Pe de altă parte se consideră (cel puțin principial) că orice experiment mental de acest tip poate fi realizat fizic măcar la un moment ulterior, și astfel nu s-ar putea vorbi (în domeniul științelor naturii) de experimente mentale principial indecidabile.

### Experimentele mentale în filosofie
În filosofie experimentele mentale sunt acceptate aproape în unanimitate de filosofii de orientare analitică drept o unealtă de analiză conceptuală foarte utilă. 
Cu toate acestea există unele controverse asupra relevanței experimentelor mentale în domenii îndepărtate de experiența cotidiană, fiind vizate în primul rând experimentele mentale din etică, estetică sau cele privind identitatea personală.
Se consideră că aceste controverse au la bază 2 motive principale:
- distanța dintre fapte și valori
- știința studiază doar fapte

### Experimentele mentale în etică
Vezi:
- Experimentul vagonului
- Experimentul violonistului

## Vezi și
- Paradoxul lui Newcomb
- Nava lui Tezeu